# Tel Aviv - Beyrouth
Pour plus de détails, voir Fiche technique et Distribution.
Tel Aviv - Beyrouth est un film dramatique franco-germano-chypriote réalisé par Michale Boganim et sorti en 2022.

## Synopsis
De 1984 à 2006, deux familles, l’une libanaise, l’autre israélienne, sont prises dans la tourmente des guerres à répétition entre Israël et le Liban. Entre le sud du Liban et Haïfa, l'Histoire vient à la fois bouleverser et réunir les destins individuels.

## Fiche technique
- Titre original : Tel Aviv - Beyrouth
- Réalisation : Michale Boganim
- Scénario : Michale Boganim
- Musique : Avishai Cohen
- Photographie : Axel Schneppat
- Montage :
- Décors :
- Costumes :
- Production : Frédéric Niedermayer, Emmanuel Giraud, Thanassis Karathanos, Martin Hampel, Marios Piperides, Janine Teerling et Marie Sonne-Jensen
- Société de production : Les Films de la Croisade, Moby Dick Films, Twenty Twenty Vision Filmproduktion GmbH, La Voie Lactée et AMP Filmworks
- Société de distribution : Dulac Distribution et WTFilms
- Pays de production :  France,  Allemagne et  Chypre
- Langue originale : français, hébreu, arabe et anglais
- Format : couleur — 2,35:1
- Genre : Drame
- Durée : 116 minutes
- Dates de sortie :
  - Japon : 25 octobre 2022 (Tokyo)
  - France : 1er février 2023 (en salles)

## Distribution
- Sofia Essaïdi : Nour
- Sarah Adler : Myriam
- Zalfa Seurat : Tanya
- Shlomi Elkabetz : Yossi
- Younes Bouab : Fouad
- Maayane Boganim
- Claudia Bruno
- George Iskandar